# ニュクービン・モース
座標: 北緯56度47分43秒 東経8度51分33秒 / 北緯56.79528度 東経8.85917度

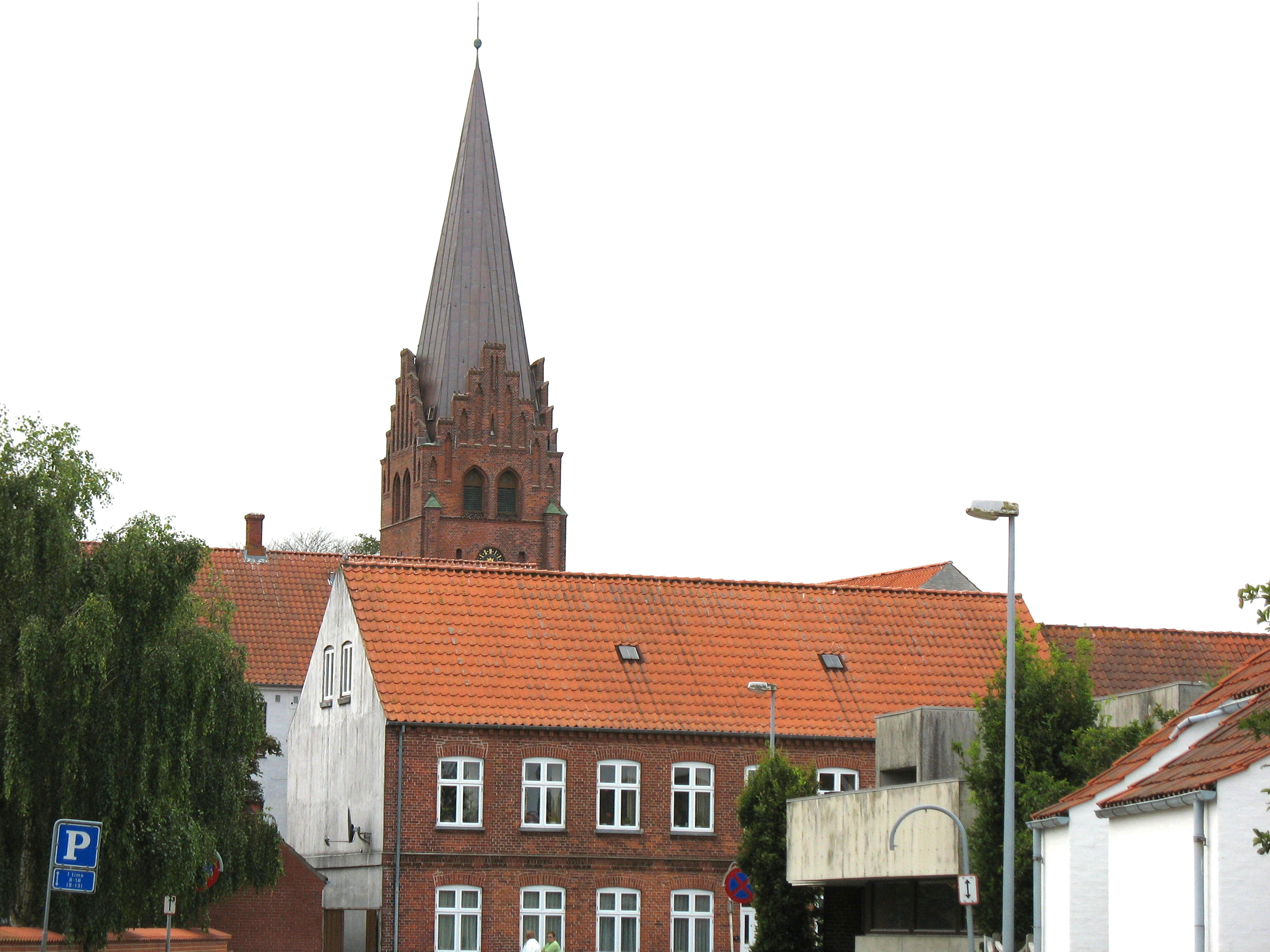
ニュクービン・モース

ニュクービン・モース（デンマーク語: Nykøbing Mors）は、デンマークの町。デンマーク北部・モース島の東岸中部にある。町は1299年に勅許を受け、設立された。行政的には北ユラン地域・モース自治体に属し、2022年の人口は9,033人。著名な小説家のアクセル・サンデモーセの生地としても知られる。